# مدرسة السودان الثانوية
مدرسة السودان الثانوية هي مدرسة ثانوية حكومية تقع في مدينة السودان، تكساس، الولايات المتحدة الأمريكية ، ومصنفة من قبل اتحاد مدارس ولاية تكساس (UIL) كمدرسة من الفئة 2A. وهي جزء من منطقة مدارس السودان المستقلة الواقعة في جنوب شرق مقاطعة لامب. في عام 2014، صُنفت مدرسة السودان الثانوية كمدرسة وطنية حاصلة على شهادة الشريط الأزرق من وزارة التعليم الأمريكية. وفي عام 2015، حصلت المدرسة على تصنيف " معياري " من قبل وكالة التعليم في تكساس.

## ألعاب القوى
يتنافس فيها من المدرسه فريق سودان هورنتس
كما تنافس المدرسه في كل من سباق الضاحية، كرة القدم، كرة السلة، رفع الأثقال، الجولف، التنس وألعاب القوى

### القاب ولائية
حققت فرق المدرسه عدت القاب هي
- كرة السلة للبنين -
  - 1995(1أ)
- كرة السلة للفتيات -
  - 1983(1أ)، 1987(1أ)، 1994(1أ)، 2009(1أ/د1)، 2012(1أ/د1)
- كرة القدم -
  - 1993(1أ)
- العدو للأولاد -[3]
  - 1994(1أ)

## فرقة الموسيقى
اما في مجال الموسيقى فقد حققت فرقة الموسيقى بالمدرسه
- أبطال فرقة الموسيقى العسكرية على مستوى الولاية[4]
  - 1990(1أ)
- أبطال الولاية للموسيقى العسكرية[5]
  - 1992(1أ)

## روابط خارجية
- موقع السودان ISD